# Englishcombe
Englishcombe is een civil parish in het bestuurlijke gebied Bath and North East Somerset, in het Engelse graafschap Somerset met 318 inwoners.

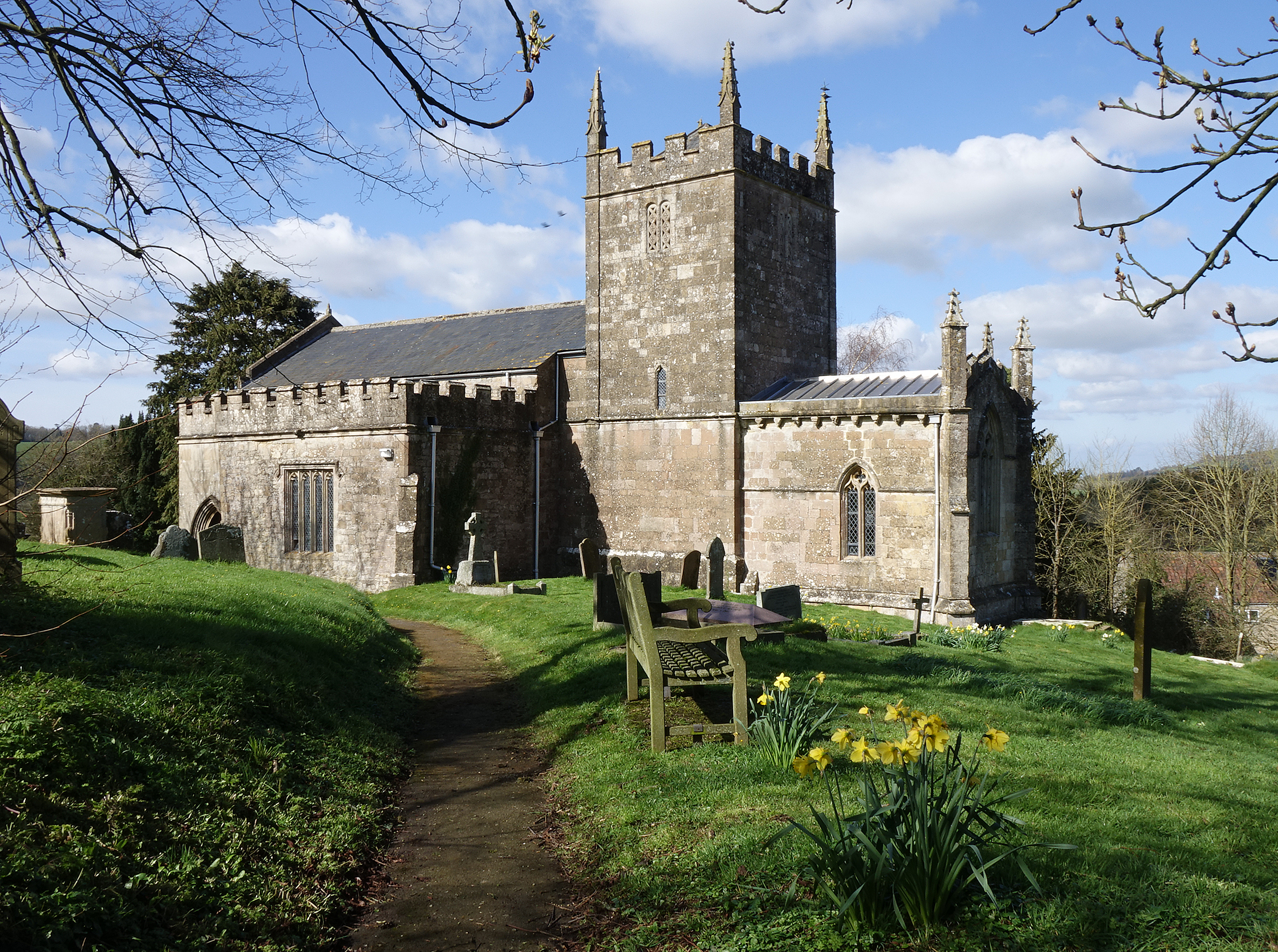
Kerk St. Peter